# Егер, Сергей Михайлович
Серге́й Миха́йлович Е́гер (18 [31] июля 1914, Романовка, Саратовская губерния — 30 июля 1987, Москва) — советский учёный и авиаконструктор, доктор технических наук, профессор, член-корреспондент АН СССР, Герой Социалистического Труда.

## Биография

### Ранние годы
Родился 18 (31 июля) 1914 года в селе Романовка (ныне Саратовская область). С 1922 г. по 1932 г. жил и учился в Тамбове, где окончил железнодорожную школу-семилетку, школу ФЗУ, затем начал трудовую деятельность на Тамбовском вагоноремонтном заводе (вначале слесарем — занимался ремонтом станков; затем мастером и техником Бюро реконструкции, где выполнил свои первые проектно-конструкторские работы). Во время приезда в Тамбов в 1973 г. на встрече с коллективом газеты «Тамбовская правда» С. М. Егер сказал: «Мои детство и юность прошли в Тамбове. Эти годы и определили мой дальнейший путь — путь инженера самолётостроения».
В 1936 году окончил МАИ имени С. Орджоникидзе. До ареста в марте 1938 года работал начальником конструкторской бригады на авиазаводе № 240.

### Работа с А. Н. Туполевым
После ареста направлен в один из особых НИИ при НКВД. Вместе с А. Н. Туполевым, С. П. Королёвым и многими другими видными учёными того времени был в заключении в спецтюрьме при ЦКБ-29 (в 1940 году осуждён ВК ВС СССР на 10 лет). Освобождён 19 июля 1941 года постановлением Президиума Верховного Совета СССР по ходатайству НКВД. Реабилитирован в 1955.
В военный и послевоенный период решал вопросы военного применения разрабатываемых в КБ самолётов. В частности, 15 июля 1951 года под его руководством в ОКБ Туполева начали разработку нового стратегического бомбардировщика Ту-95. Внёс существенный вклад в разработку самолётов Ту-22 и Ту-22М.
За годы работы участвовал в создании почти всех самолётов марки «Ту». Он работал над проектами среднемагистрального пассажирского самолёта Ту-154 и сверхзвукового Ту-144.

### Работа в Московском авиационном институте
После ухода из ОКБ Туполева Егер полностью переключился на преподавательскую работу в Московском авиационном институте, где начиная с 1975 года был заведующим кафедрой самолётостроения. В конце 1970-х годов под его руководством группа студентов, организованная Юрием Ишковым, начала разработку гибридного аэростатического летательного аппарата (АЛА). При содействии ректора МАИ Юрия Рыжова к 1992 году на базе Ульяновского авиакомплекса был построен масштабированный прототип АЛА-40.
В 1963 году защитил диссертацию на соискание учёной степени доктора технических наук. Впоследствии, в 1984 году был избран членом-корреспондентом АН СССР.

### Смерть
Сергей Михайлович Егер умер 30 июля 1987 года. Он похоронен в Москве на Кунцевском кладбище.

### Семья
Сын Егера — Владимир также стал авиационным инженером, он является автором книг (в том числе, основанных на воспоминаниях отца).

## Награды и звания
- Сталинская премия (1949)
- Сталинская премия первой степени (1952) — за работу в области самолётостроения
- Ленинская премия (1958) — за создание турбовинтового стратегического бомбардировщика Ту-95
- Государственная премия СССР (1986) — за учебник «Проектирование самолётов» (1983, 3-е издание)
- Герой Социалистического Труда (22.9.1972)
- три ордена Ленина (12.7.1957; 6.12.1949; 22.9.1972)
- орден Октябрьской революции (26.3.1979)
- орден Отечественной войны I степени (8.8.1947)
- орден Отечественной войны II степени (16.9.1945)
- орден Трудового Красного Знамени (2.11.1944)
- медали
- заслуженный деятель науки и техники РСФСР (1974).
- член-корреспондент АН СССР по отделению механики и процессов управления (1984).